# Chiromancie

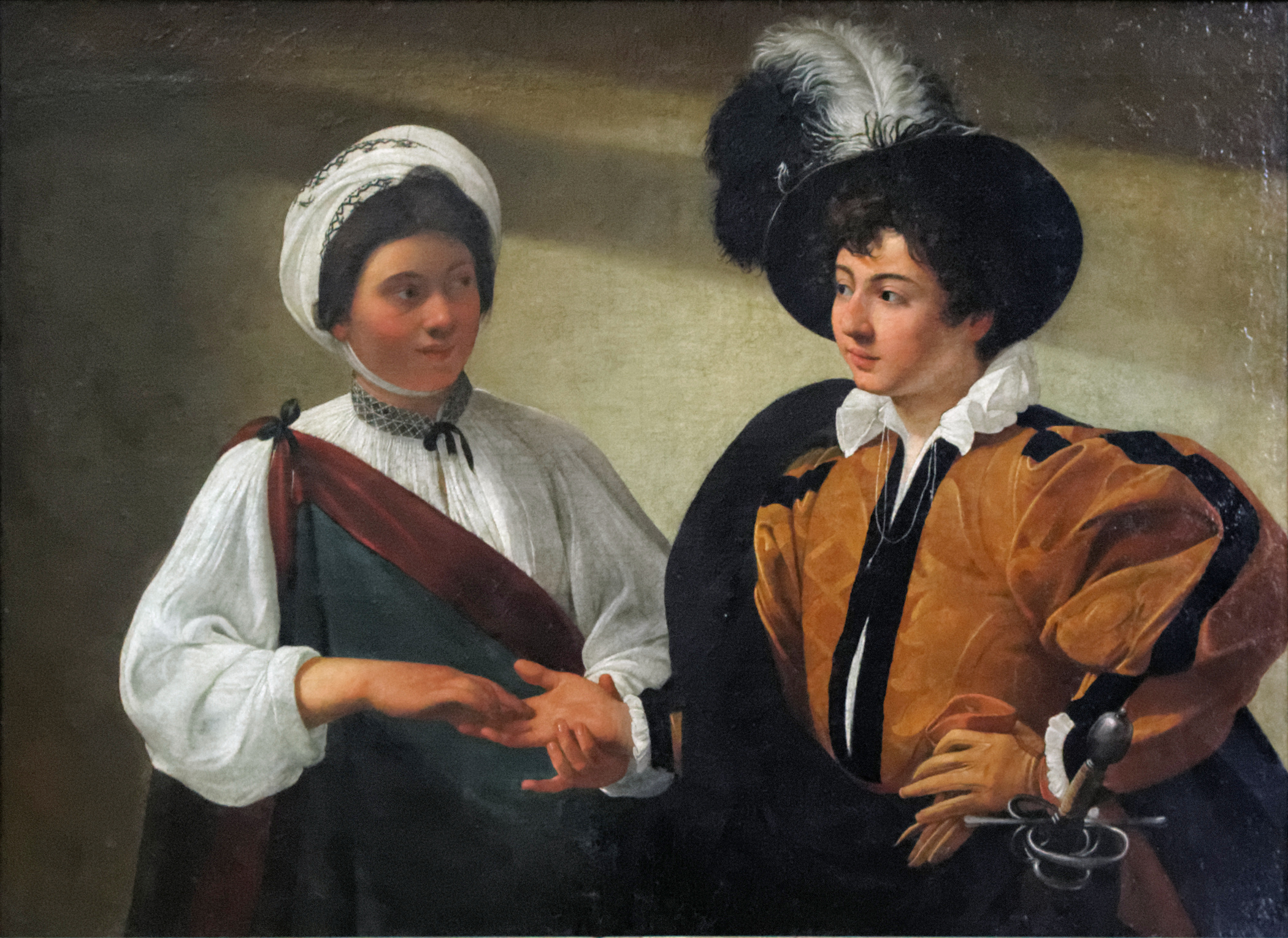
La Diseuse de bonne aventure du Caravage.

La chiromancie \ki.ʁɔ.mɑ̃.si\ est une pratique divinatoire consistant à interpréter les lignes et les autres signes de la paume de la main. Chaque élément étudié (la forme des mains, les monts et les sillons, les ongles et la position des doigts) est rattaché à un aspect de la personnalité. La chiromancie  est l’une des plus anciennes techniques de divination, apparue en Orient il y a plus de 5 000 ans[réf. nécessaire]. 
La chiromancie est une méthode assez codifiée, mais il s'agit néanmoins d'une pseudo-science : aucune étude scientifique n'a jamais corroboré ses postulats. 
La « chirologie » ou « chirognomonie » repose sur des principes très similaires à ceux de la chiromancie, sans cependant inclure une dimension divinatoire.

## Historique
La chiromancie naît en Europe, au XIIe siècle : Jean de Salisbury la mentionne comme un art nouveau en dans son Policraticus, en 1159. Des traités attribués à Aristote et à Albert le Grand admettent trois lignes de la main (ligne de vie, ligne médiane, ligne de tête) ou quatre, et les monts. Le lien entre les lignes et les organes du corps est établi, ainsi que les correspondances entre les signes de la main et les planètes.

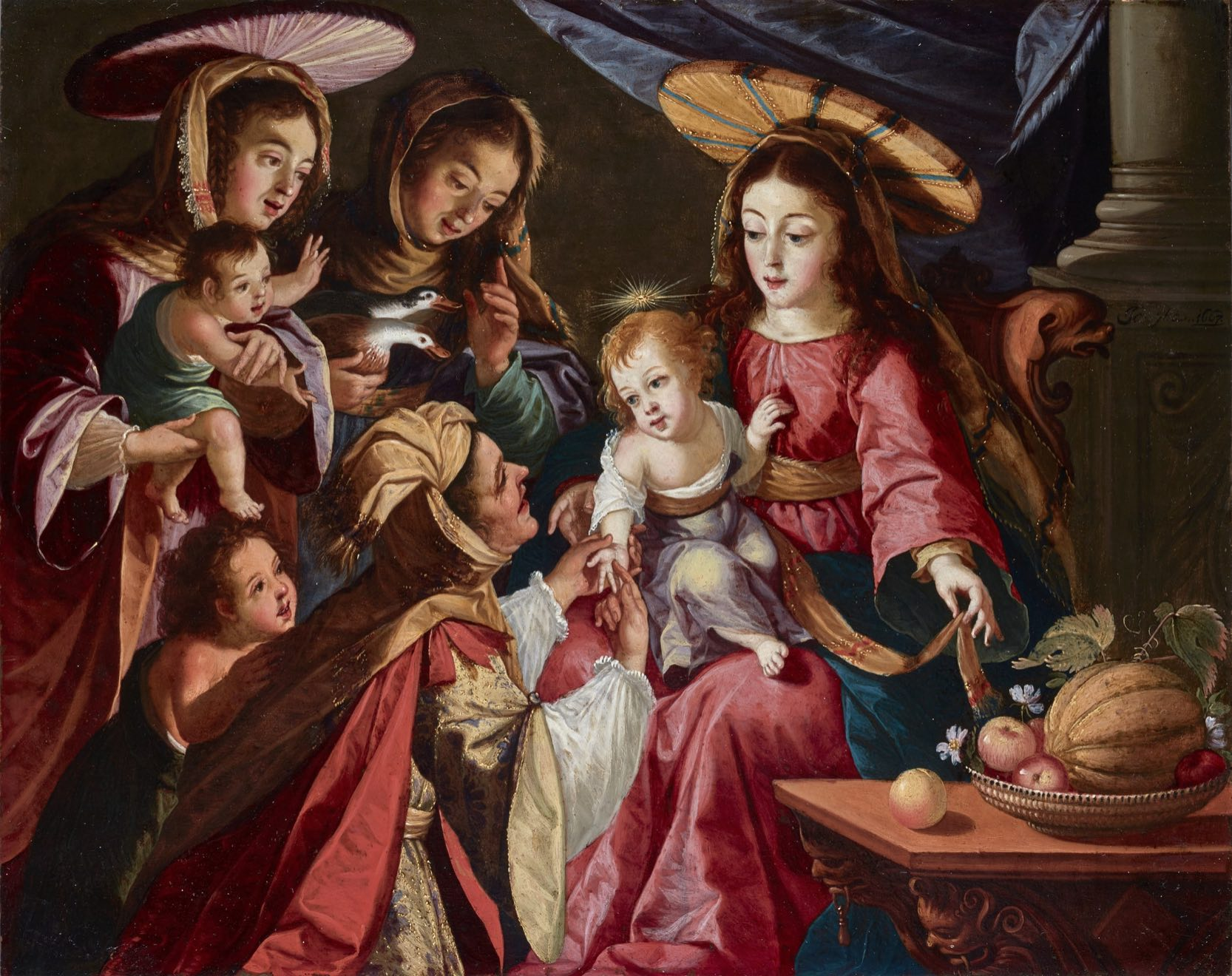
La Lecture du destin du Christ enfant, Josefa de Óbidos, 1667.

Aux XVIe et XVIIe siècles, chiromancie et physiognomie sont associées, par exemple chez Bartolomeo Coclès (Della Rocca) (Chyromantiae ac physionomie Anastasis, 1504, trad. 1560 : Le Compendion et brief enseignement de physiognomie et chiromancie), Jean d'Indagine (Introductiones apotelesmaticae in chyromantiam, physiognomiam, astrologiam naturalem, complexiones hominum naturas planetarum, 1522, trad. 1662 : La chiromancie et physiognomonie par le regard des membres de l'homme), Jean Belot (Instruction familière et très facile pour apprendre les sciences de chiromancie et physiognomie, 1619), Martin Cureau de la Chambre (L'art de connoitre les hommes, 1660). Kaspar Lavater rendra la physiognomonie indépendante (Physiognomische Fragmente, 1775-1778). On doit à Ronphile (Daniel de Rampalle) une Chyromancie naturelle (1653). 

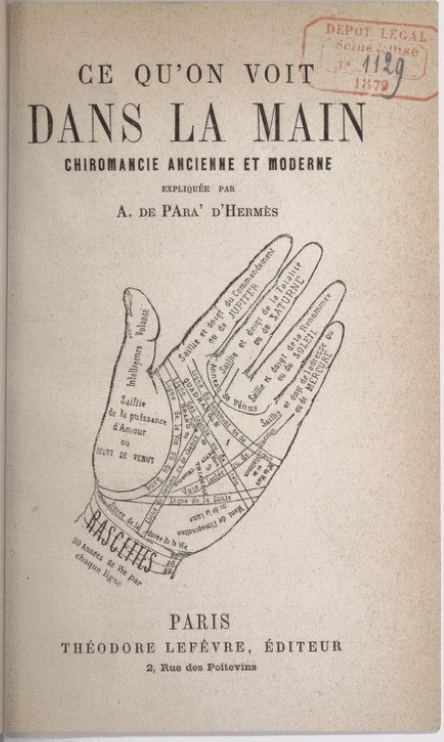
Ce qu'on voit dans la main : Chiromancie ancienne et moderne (Date d'édition : 1879).

La chiromancie renaît au XIXe siècle et devient progressivement la chirologie sous l'impulsion du capitaine d'Arpentigny et d'Adrien Adolphe Desbarolles. Ils établissent les règles de base et un classement des types de mains. Le capitaine d'Arpentigny a laissé La chirognomonie (1843, 352 p.), La science de la main (1865, 348 p.). Le livre de A. A. Desbarolles s'intitule Les mystères de la main (1869).
En Angleterre, William John Warner, dit Cheiro (1866-1936) est un chiromancien de la haute bourgeoisie anglaise qui prétend avoir appris cette pratique en Inde. Il est l’auteur d'ouvrages sur le sujet, dont Ce que disent les mains, qui reste une référence (traduit en français et réédité en 1981). De même, en France, Valentine Dencause dite Madame Fraya découvre un don pour la chiromancie peu de temps après son mariage et cultive cette pratique auprès de la haute bourgeoisie française.

## Les différentes lignes et leur signification

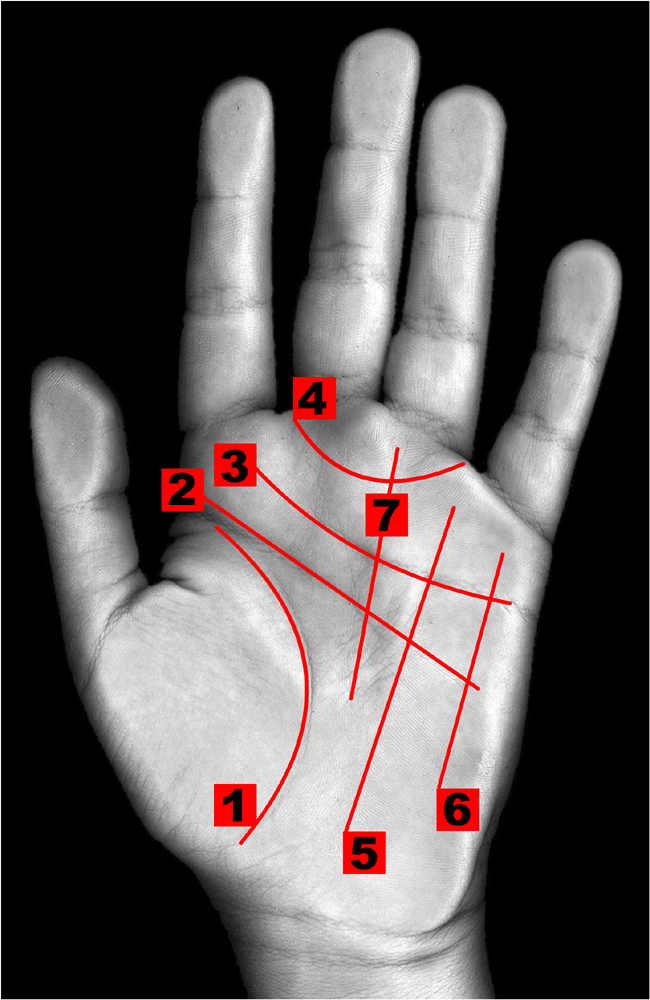
Les principales lignes de la main :
1 : ligne de vie ;
2 : ligne de tête ;
3 : ligne de cœur ;
4 : anneau de Vénus ;
5 : ligne de Soleil ;
6 : ligne de Mercure ;
7 : ligne de chance

Pour les chiromaciens, la main gauche représenterait notre potentiel et la main droite ce que l'on en fait.

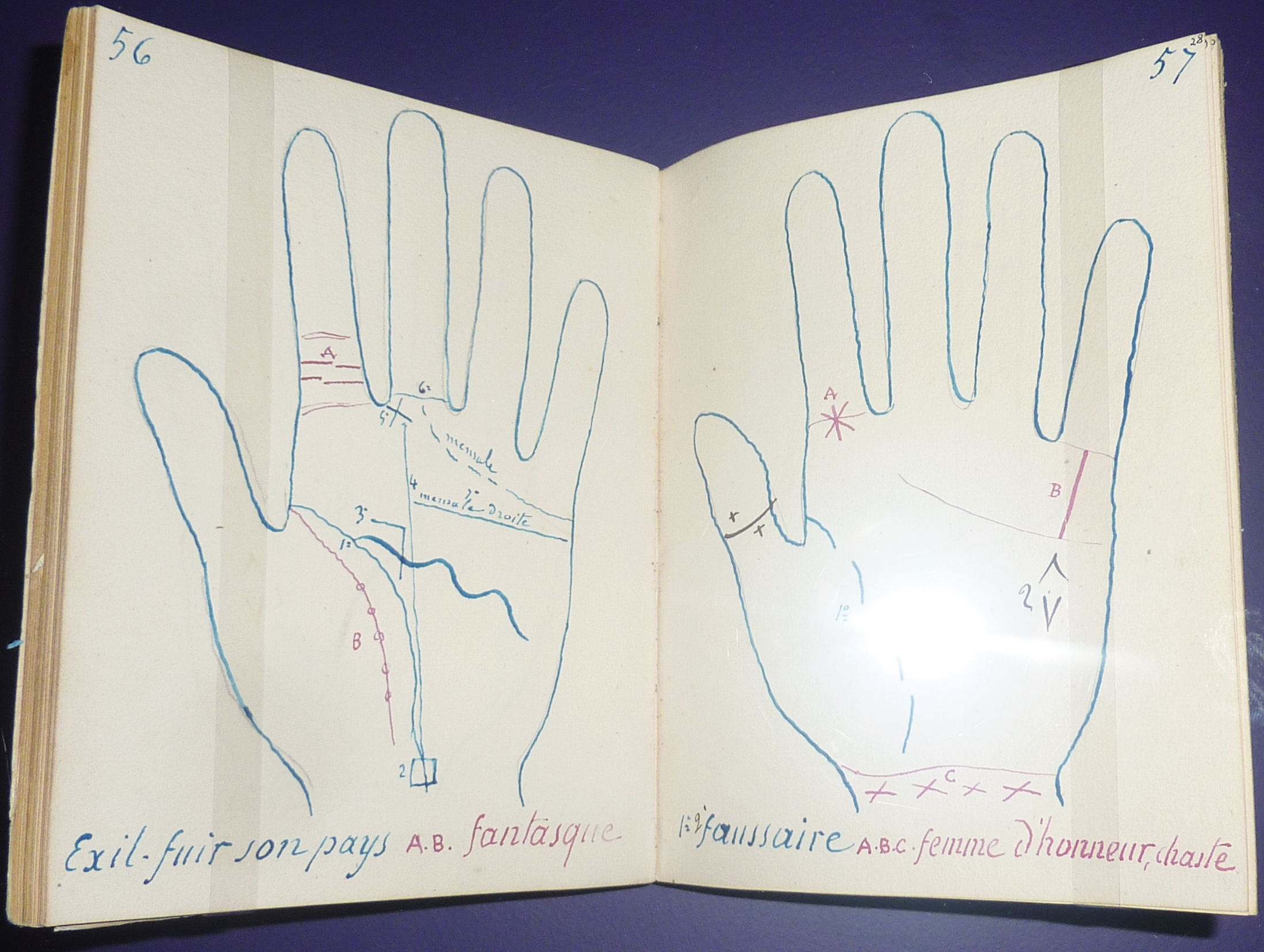
Manuel pour la pratique de la chiromancie, par le « Mage Edmond ».

Chaque main possède plusieurs lignes dont :
- la ligne de vie ;
- la ligne de tête ;
- la ligne de cœur ;
- la ligne du destin ;
- la ligne de chance.

### La ligne de vie
La ligne de vie est, selon cette pratique, la plus importante des lignes de la main. Elle représente la vie et les événements majeurs d'une existence. Elle commence entre le pouce et l'index, et se termine à la base du mont de Vénus. Une ligne de vie longue et nettement marquée est d'abord interprétée comme le signe d'une vie stable. Quand elle est plus courte, le signe est celui de l'instabilité. Quand la ligne de vie est coupée en deux ou plusieurs segments, ce serait des indications de moment de l'existence où des risques pourraient se présenter. Pour déterminer à quel moment ces périodes délicates interviendront, il suffit de découper la ligne en tranches d'années et de repérer où se présente la rupture. La longueur n'indique pas nécessairement une vie plus longue.

### La ligne de tête
La seconde ligne la plus importante, elle serait en rapport avec les aptitudes mentales. Son dessin commence comme pour la ligne de vie, entre le pouce et l'index, puis elle coupe la paume de la main vers le mont de la lune. Quand la ligne est bien dessinée, l'esprit est jugé clair, si elle est moins régulière, l'esprit est confus. Quand elle est droite, ce serait le signe d'un esprit cartésien et communicant. Quand elle est moins rectiligne, on aurait affaire à un esprit plus intuitif, imaginatif mais aussi coupé du réel. Les ruptures dans cette ligne auraient également un sens similaire à celui de la ligne de vie : elles indiqueraient les périodes de l'existence où certains changements pourraient intervenir dans la vie professionnelle.

### La ligne de cœur
La ligne de cœur se trouve sur la partie supérieure de la paume à partir de l'auriculaire jusqu'au mont de Jupiter ou de Saturne. Elle donnerait des informations sur l'état du cœur, en tant qu'organe, ainsi que sur la vie amoureuse. Quand la ligne est longue et profonde, elle indiquerait un amour durable ainsi qu'un bon équilibre entre le cœur et la raison. Quand elle est plus courte, elle trahirait un cœur froid et égocentrique. Quand cette ligne est coupée en deux, cela est interprété comme une rupture notable sur le plan de l'organe ou de la relation sentimentale. Quand elle semble rejoindre la ligne de tête, cela est interprété comme un conflit entre la raison et les sentiments. Dans certains cas rares, la ligne de cœur et la ligne de tête sont complètement rejointes et ne forment qu'une seule ligne, appelée ligne simienne, qui traverse toute la largeur de la main. Elle indiquerait une lutte intérieure très forte et serait plus fréquemment présente chez les individus « en conflit avec la vie ».

## Les différents monts et leur signification

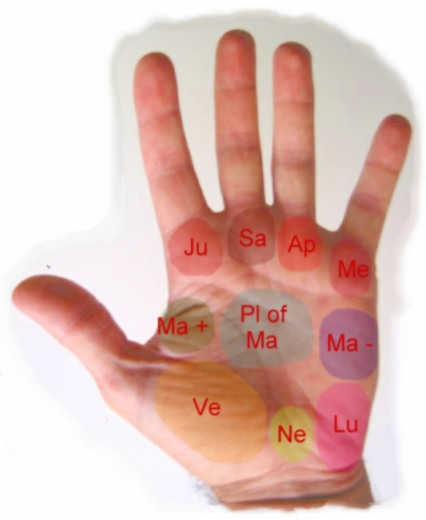
Les différents monts.

L'analyse des « sept monts » sur chaque main est reliée selon les chiromanciens aux caractéristiques de la personne :
- Le Mont de Vénus (Ve) représente la force amoureuse, la sensualité, l'amitié, l'éminence thénar correspondant au réservoir de la vie
- Le Mont de Mars (deux monts, le Mars positif Ma + situé sous la ligne de vie, le Mars négatif Ma - situé entre la ligne de cœur et de tête, encadrant la plaine de Mars Pl of Ma) représente le courage (Ma + ), la force d'âme (Ma -), la résistance physique (Pl of Ma)
- Le Mont de Jupiter (Ju) représente l'ambition, l'autorité naturelle, le sens des affaires
- Le Mont de Saturne (Sa) symbolise le destin, la bonne ou mauvaise chance et le sens des responsabilités
- Le Mont du Soleil ou Mont d'Apollon (Ap) indique le sens artistique
- Le Mont de Mercure (Me) représente les capacités de réflexion, de communication et d'action
- Le Mont de la Lune (Lu) qui prend toute l'éminence hypothénar représente la capacité de vision et d'imagination

D'autres monts peuvent être interprétés : Mont de Neptune (Ne), lien ou obstacle entre les parties de la conscience et de l'inconscient de la paume ; mont de Pluton, de la Santé, etc.

## Critiques
Aucune étude scientifique reconnue n'a pu à ce jour étayer la thèse de la chiromancie. Certains cas de dérive et de charlatanisme ont pu être rapportés à ce sujet, ce qui a remis en cause le bien-fondé de cette pratique. Cependant, son ancienneté ainsi que le nombre de ses adeptes attestent de sa popularité.

## Politique
Plusieurs mains d'hommes politiques célèbres ont été analysés : le chiromancien Josef Ranald, dans son livre publié en 1938 Comment connaître les gens à travers leurs mains,  a analysé des images des paumes de Franklin Delano Roosevelt, Benito Mussolini et Adolf Hitler. Initialement convaincu que cette pratique est une escroquerie, il analyse des paumes de main à grande échelle puis par la suite il affirme que certaines caractéristiques d'une main à certains traits de personnalité chez un homme ou une femme peuvent se fonder sur des probabilités dérivées des moyennes statistiques.